# Жуан Сімойнш
Жуа́н Пе́дру Арнаут Баррокаш Сімо́йнш (порт. João Pedro Arnauth Barrocas Simões; нар. 6 січня 2007, Портіман) — португальський футболіст, півзахисник клубу «Спортінг».

## Клубна кар'єра
Займався футболом в системі клубу «Портімоненсі», а 2018 року приєднався до академії лісабонського «Спортінга». 11 лютого 2021 року підписав юнацький контракт зі «Спортінгом». 9 лютого 2023 року підписав з клубом свій перший професіональний контракт.
Влітку 2024 року переведений до резервної команди клубу. 3 серпня 2024 року дебютував за «Спортінг Б» у матчі Терсейра-ліги проти «Спортінга» (Ковілья), відзначившись своїм першим голом.
22 листопада 2024 року дебютував в основному складі «Спортінга» в матчі Кубка Португалії проти «Амаранте», вийшовши на заміну Гонсалу Інасіу. 26 листопада в поєдинку Ліги чемпіонів УЄФА проти лондонського «Арсенала» дебютував у єврокубках. 14 грудня 2024 року в матчі проти «Боавішти» дебютував у Прімейра-лізі. 25 січня 2025 року в поєдинку Прімейра-ліги проти «Насьйонала» забив свій перший гол у професіональній кар'єрі.

## Кар'єра в збірній
Виступав за збірні Португалії до 15, до 17 і до 19 років. У травні 2023 року в складі збірної до 17 років виступав на юнацькому чемпіонаті Європи в Угорщині. На турнірі зіграв усі 3 поєдинки, а португальці не змогли вийти з групи.
У травні 2024 року знову потрапив в заявку збірної до 17 років на юнацький чемпіонат Європи, що проходив на Кіпрі. На турнірі провів усі 6 матчів своєї команди (усі — як капітан), яка дійшла до фіналу, де поступилась італійцям (0-3).

## Статистика виступів
Станом на 19 лютого 2025
| Клуб              | Сезон             | Чемпіонат         | Чемпіонат | Чемпіонат | Кубок | Кубок | Кубок ліги | Кубок ліги | Єврокубки | Єврокубки | Інші  | Інші | Всього | Всього | Всього |
| Клуб              | Сезон             | Дивізіон          | Матчі     | Голи      | Матчі | Голи  | Матчі      | Голи       | Матчі     | Голи      | Матчі | Голи | Матчі  | Голи   |        |
| ----------------- | ----------------- | ----------------- | --------- | --------- | ----- | ----- | ---------- | ---------- | --------- | --------- | ----- | ---- | ------ | ------ | ------ |
| Спортінг Б        | 2023–24           | Терсейра-ліга     | 9         | 2         | —     | —     | —          | —          | —         | —         | —     | —    | 9      | 2      |        |
| Спортінг          | 2024–25           | Прімейра-ліга     | 9         | 1         | 2     | 0     | 2          | 0          | 4         | 0         | —     | —    | 17     | 1      |        |
| Всього за кар'єру | Всього за кар'єру | Всього за кар'єру | 18        | 3         | 2     | 0     | 2          | 0          | 4         | 0         | 0     | 0    | 26     | 3      |        |

1. ↑  Матчі в Лізі чемпіонів УЄФА

## Досягнення
«Спортінг»
- Чемпіон Португалії: 2024–25[21]
- Володар Кубка Португалії: 2024–25[22]

Збірна Португалії (до 17)
- Фіналіст юнацького чемпіонату Європи (до 17 років): 2024[23]